# Melanotaenia maylandi
Melanotaenia maylandi är en fiskart som beskrevs av Allen, 1983. Melanotaenia maylandi ingår i släktet Melanotaenia och familjen Melanotaeniidae. IUCN kategoriserar arten globalt som livskraftig. Inga underarter finns listade i Catalogue of Life.